# Fleurie
Fleurie este o comună în departamentul Rhône din sud-estul Franței. În 2009 avea o populație de 1.250 de locuitori.

## Evoluția populației
| An        | 1975  | 1982  | 1990  | 1999  | 2006  | 2009  |
| --------- | ----- | ----- | ----- | ----- | ----- | ----- |
| Populație | 1.256 | 1.151 | 1.105 | 1.190 | 1.228 | 1.250 |